# Фільчаков Павло Феодосійович
Павло́ Феодо́сійович Фільчако́в (* 11 (24) вересня 1916, Петроград — † 17 серпня 1978, Київ) — український математик. Член-кореспондент АН УРСР (з 1964).
1940 року закінчив Київський університет.
Працював в Інституті математики АН УРСР (від 1960 року — керівник відділу).
Основні праці стосуються теорії наближення конформних відображень, теорії фільтрації і методів обчислення.
Лауреат Державної премії України в галузі науки і техніки (1970).